# Luxemburgia mysteriosa
Luxemburgia mysteriosa là một loài thực vật có hoa trong họ Ochnaceae. Loài này được Fraga & Feres mô tả khoa học đầu tiên năm 2007.